# سموكي (فرقة)
سموكي هي فرقة روك إنجليزية من برادفورد، يوركشاير. وجدت الفرقة نجاحاً في الداخل والخارج بعد أن تعاونت مع مايك تشابمان ونيكي تشين. تعرض الفرقة لعدد من التغييرات وإلى الآن لا تزال فرقة نشطة في عام 2016. من بين أغانيها الأكثر شهرة هي «إذا كنت تعتقد أنك تعرف كيف تحبني»، «يا كارول»، «سوف اقابلك في منتصف الليل». وقد بلغت الأغنية الأكثر شعبية، «ليفينغ نيكست دور تو أليس»، ذروتها في الرقم 5 في تصنيف الأغاني المنفردة المملكة المتحدة ، وفي مارس 1977، سجلت رقم 25 بيلبورد هوت 100.

## وصلات خارجية
- سموكي على موقع IMDb (الإنجليزية)
- سموكي على موقع ميوزك برينز (الإنجليزية)
- سموكي على موقع أول ميوزيك (الإنجليزية)
- سموكي على موقع ديسكوغز (الإنجليزية)

- Smokie biography at AllMusic
- Smokie Discography 1975-1982
- Smokie fanclub